# Matrubhoomi: A Nation Without Women
Matrubhoomi (bhojpuri/hindi: मातृभूमी, tzn. "Kraj macierzysty: kraj bez kobiet") to indyjski dramat zrealizowany w 2003 roku. Reżyser Manish Jha. Film odwołuje się do prawdziwej historii, dotyka problemu dziewczynek zabijanych w Indiach poprzez aborcję lub tuż po urodzeniu. Aby uniknąć rujnującego rodzinę posagu. . Brak kobiet jest źródłem dramatycznej historii opowiedzianej w tym filmie, historii sprzedaży dziewczyny na żonę dla pięciu braci. 
Indyjski epos Mahabharata opowiada m.in. historię Draupadi, która poślubiła pięciu braci.

## Fabuła
Krzyki rodzącej. Niepokój na twarzy ojca dziecka. Jego pierwszy płacz. Ulga i radość z narodzin dziecka. Położna wychodzi na próg z ponurą twarzą: "dziewczynka". Ręce ojca czule podnoszą dziecko do góry, a potem zanurzają je w mleku cierpliwie czekając, aż zamrą ostatnie ruchy niechcianej córeczki.
Kraj bez córek, kraj bez żon. Gdzieś w Biharze, a może w Uttar Pradesh. W Indiach. Tłum mężczyzn podnieca się oglądając uwodzicielski taniec mężczyzny przebranego za kobietę. Pożądliwie spijają oczyma z ekranu widok kobiet sprzedających swą nagość w pornograficznym filmie. Niespełnieni pocieszają się obcując ze zwierzętami, masturbując się. Sensacją staje się ślub jednego z nich. Zawistni ponuro obserwują ceremonię, która nagle staje się szyderstwem ze ślubu.
W domu Ramsharana do posiłku na podłodze zasiada obok niego pięciu dorosłych synów: Rakesh, Sailesh, Prijesh, Lokesh i najmłodszy uczący się Suraj (Sushant Singh). Rozdrażnieni brakiem własnej rodziny, brakiem kobiety, po której spodziewają się smacznych posiłków i zaspokojenia ich ciał nocą. Po wielu latach daremnych prób znalezienia w okolicy narzeczonej dla któregokolwiek z synów, pandit Jagannath (Piyush Mishra). Kupuje im piękną młodziutką Kali (Tulip Joshi). Wysoka suma sprawia, że jej ojciec sprzedaje pokornie przyjmującą swój los dziewczynę jako żonę dla ...pięciu braci.

## Nagrody
- Fipresci Award poza ocena jury na Międzynarodowym Festiwalu Filmowym w Wenecji 2003

- Nagroda publiczności za najlepszy film Kozlin Film Festival 2003, (Polska)

- Nagroda publiczności za najlepszy film zagraniczny Thessaloniki Film Festival, 2003

- Nagroda publiczności za najlepszy film Florence Indian Film Festival, 2003

## Obsada
- Tulip Joshi - Kalki
- Sudhir Pandey - Ramsharan, ojciec pięciu synów
- Sushant Singh - Sooraj
- Vinamra Pancharia - Raghu
- Aditya Srivastava - wuj Raghu
- Piyush Mishra - Jagannath
- Pankaj Jha - Rakesh
- Sanjay Kumar - Brijesh

## Muzyka
Muzykę do filmu skomponował duet braci Merchant Salim-Suleiman, twórcy muzyki do takich filmów jak Dhoom 2, Krrish, 36 China Town, Pyare Mohan, Being Cyrus, Przyjaźń na zawsze, Vaah! Life Ho To Aisi, Zakochani, Trudna droga do miłości, No Entry, Deszcz, Maine Pyaar Kyun Kiya?, Moksha: Salvation,  Matrubhoomi.